# Базиліка Святого Петра (IV—XVI століття)

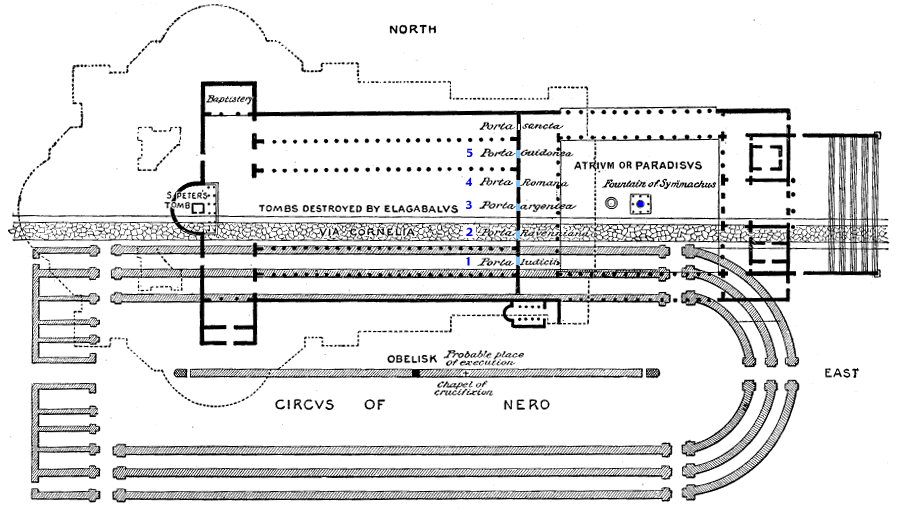
План цирку Нерона та базиліки Святого Петра, побудованої за Костянтина.

Базилі́ка Свято́го Петра́ (італ. Basilica di San Pietro) — будівля, яка протягом IV—XVI століть стояла на місці сучасного собору Святого Петра в Римі. Будівництво базиліки, розташованої на місці, раніше займаному амфітеатром Нерона, почалося в період правління імператора Костянтина I. Для того щоб відрізняти її від сучасного собору Святого Петра, базиліку часто називають «старою».
Будівництво базиліки почалося за наказом імператора Костянтина між 318 та 322 роками та зайняло близько 30 років.
Вівтар містився над могилою, яку з II століття вважають похованням апостола Петра, який прийняв 66 року мученицьку смерть у цирку Нерона.
Протягом наступних дванадцяти століть базиліка поступово набула величезного впливу, зрештою ставши головним центром паломництва в Римі.
У базиліці проходили папські коронації, й 800 року в ній короновано Карла Великого як імператора Заходу. 846 року базиліку розграбували і частково зруйнували сарацини.